# The Innovation in Politics Institute
Das The Innovation in Politics Institute ist ein Unternehmen mit Hauptsitz in Wien, das innovative Projekte der Politik prämiert, um die Demokratie in Europa zu stärken. Eine Niederlassung der Organisation besteht in Berlin.
Weiters werden vom Institut Konferenzen veranstaltet und Beratungsleistungen verkauft.

## Innovation in Politics Awards
Eine Jury, bestehend aus rund 1.000 europäischen Staatsbürgern wählt aus allen Einreichungen Politiker mit deren innovativen Projekten ins Finale. Mit der Preisverleihung sollen politische Projekte öffentlich gemacht werden, um sie über Regionen- und Parteigrenzen hinweg sichtbar und umsetzbar zu machen. Die Preise werden  jährlich in folgenden Kategorien verliehen:
- Zivilisation (Kunst, Bildung, Wissenschaft, europäische Gesellschaft)
- Gemeinwesen (Mitwirkung, gesellschaftliche Einbindung)
- Demokratie (Partizipation, Transparenz, Selbstbestimmung)
- Ökologie (Umweltschutz, Energie)
- Menschenrechte (Frauenangelegenheiten, Gleichheit, Minderheitenrechte)
- Arbeit (Arbeitsplätze, Arbeitsmarkt)
- Wohlstand (Wirtschaftsstandort, Technologie, Finanzen)
- Lebensqualität (Gesundheitswesen, soziale Sicherheit, Wohnraum, Mobilität)
- Bewältigung der COVID-19-Pandemie (Normalisierung, Resilienz, Krisenmanagement) (seit 2020)

| Jahr | Veranstaltungsort | Laudatio/Mitwirkende                                           | ausgewählte Gewinnerprojekte |
| ---- | ----------------- | -------------------------------------------------------------- | --- |
| 2017 | Wien              | Eamon Gilmore, André Heller, Philipp Blom                      | - Gesche Joost mit dem Calliope mini |
| 2018 | Wien              | Ulrike Guérot                                                  | - Jean-Claude Juncker mit dem europäischen Solidaritätskorps - Paweł Adamowicz mit dem Integrationsmodell der Stadt Danzig - Alexander Graf Lambsdorff, Rebecca Harms, Vincent-Immanuel Herr, Martin Speer, Istvan Ujhelyi, Manfred Weber mit der #FreeInterrail-Initiative.                                                                                               |
| 2019 | Berlin            | Hilary Cottam                                                  | - Thomas Fehling mit der Smart City Bad Hersfeld - Cristina Tajani mit FabriQ - dem Gründerzentrum für gesellschaftliche Innovation der Stadt Mailand |
| 2020 | online            | Kate Raworth, Heinz Fischer, Dubravka Šuica, Veronika Remišová | - Die Stadt Bratislava mit einem Quarantäne-Projekt für obdachlose Menschen - Die "Reparaturlandkarte" ein digitales Anti-Korruptions-Tool aus der Ukraine - Ulli Sima mit dem Projekt RemiHub aus dem Bereich der Logistik - zentral gelegene Flächen der Wiener Linien werden als Umschlagplatz für den weiteren Transport durch kleinteiligere Transportmittel genutzt. |